# Oyenike Monica Okundaye
Oyenike Monica Okundaye (Ogidi, 23 maggio 1951) è un'artista nigeriana. Artista tessile e pittrice.
È direttrice generale del Nike Centre for Art and Culture e fa a parte delle seguenti associazioni: SNA (Society of Nigerian Artists), ASA of USA and Canada, ACASA, Society of Nigerian Women Artists, Osun Support Grove.
Oyenike Monica Okundaye è proprietaria di gallerie d'arte e centri culturali a Lagos, Oshogbo, Ogidi-Ijumu e Abuja. Nel 1996 ha fondato un centro tessile (Aso-Oke) a Ogidi-Ijumu vicino a Kabba nello Stato Kogi, garantendo a più di 200 donne un impiego. Nel giugno 2002 ha istituito un centro di ricerca d'arte e cultura nel villaggio di Piwoyi, ad Abuja con una galleria d'arte e un museo tessile, che fornirà una piattaforma funzionale per la ricerca sull'industria tessile tradizionale.
È stata nominata amministratrice delegata delle seguenti organizzazioni che lei stessa ha fondato in Nigeria: 
1994 Nike Art Productions Limited - 2007 Nike Art Gallery Limited - 2007 Nike Research Centre for Art and Culture Limited - 2007 Nike Art and Culture Foundation, con la finalità di promuovere il patrimonio culturale nigeriano.

## Premi
- 2010, la “National Drug Law Enforcement Agency” (NDLEA) della Nigeria ha donato a Nike una targa d'onore d'oro in riconoscimento del suo nobile ruolo nella lotta alla libera circolazione delle droghe nella società nigeriana.
- 2009, la “CEPAN Foundation” della Nigeria le ha assegnato una targa d'onore per essere stata l'icona dell'anno dell'Arte Africana.
- 2006, Nike è stata premiata con uno dei più alti riconoscimenti da parte del Governo della Repubblica Italiana, come segno di apprezzamento dei suoi sforzi volti ad usare l'arte per affrontare e risolvere i problemi di prostitute nigeriane in Italia.
- 2005, la “National Commission for Museum and Monument of Nigeria” ha assegnato a Nike un attestato d'eccellenza, in riconoscimento dei suoi sforzi nello sviluppo del patrimonio culturale nigeriano.
- 2005, il dipartimento delle belle arti dell'“Obafemi Awolowo University” di Ile – Ife le ha conferito un attestato di merito in riconoscimento dei suoi sforzi nella promozione dell'educazione artistica in Nigeria.
- 2004, Nike ha ricevuto un attestato di merito ad honorem da parte della “ Nigerian Union of Journalists” di Osun State, in riconoscimento del suo contributo alla promozione del patrimonio culturale nigeriano.
- 2003, Nike ha ricevuto un attestato di merito dal popolo di Okun Yoruba dello stato Kogi della Nigeria, in riconoscimento dei suoi sforzi volti a promuovere il lavoro dei giovani in Nigeria.
- 2002, le è stato assegnato un premio di merito dall'“National Association of Kogi State Students”, in riconoscimento dei suoi sforzi nel promuovere la consapevolezza dell'arte tra i giovani in Nigeria.
- 2002, Nike è stata nominata membro del “Pan - African Circle of Artists” of Nigeria in riconoscimento del suo impegno per la promozione dell'educazione artistica in Nigeria.